# Historia del Metro de Bilbao

Símbolo de Metro Bilbao.

La red de metro de Bilbao (España) fue inaugurada el 11 de noviembre de 1995 por el lehendakari José Antonio Ardanza. Cuenta con 49,16 km de vías repartidas en tres líneas, con un total de 49 estaciones.

## Precedentes

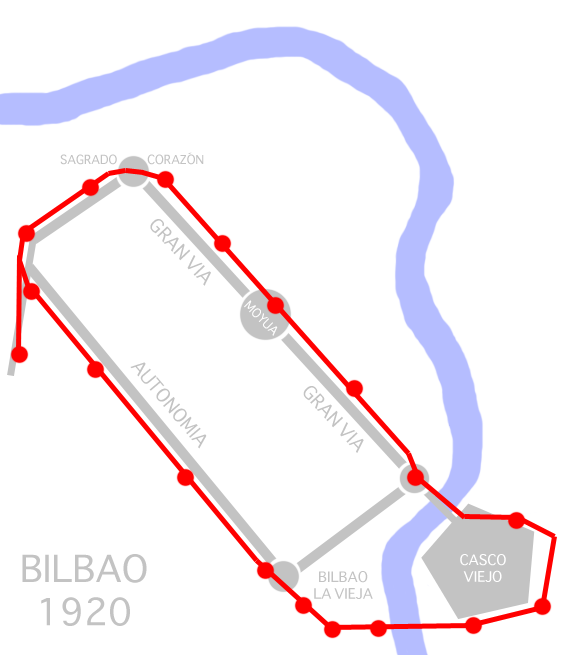
Proyecto de Metro para Bilbao de 1920.

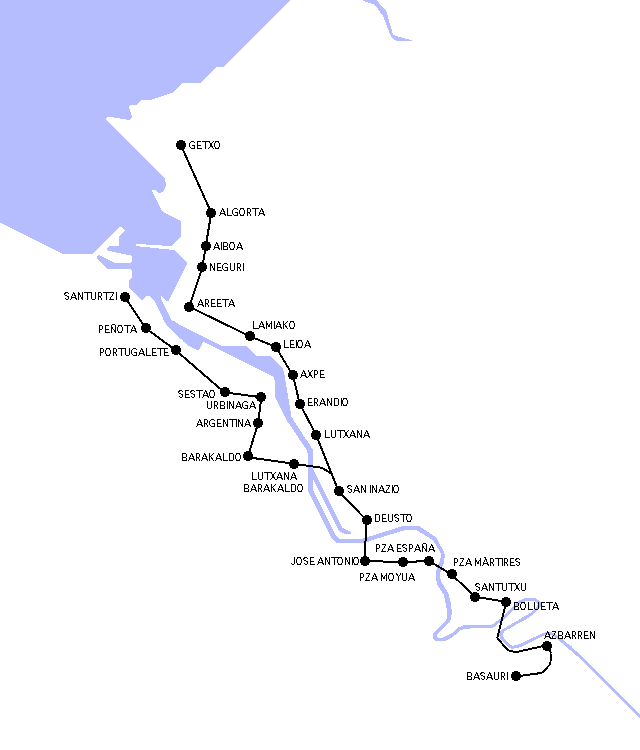
Alternativa 1 de la "Red Básica" para 1985 (muy similar a lo finalmente aprobado).

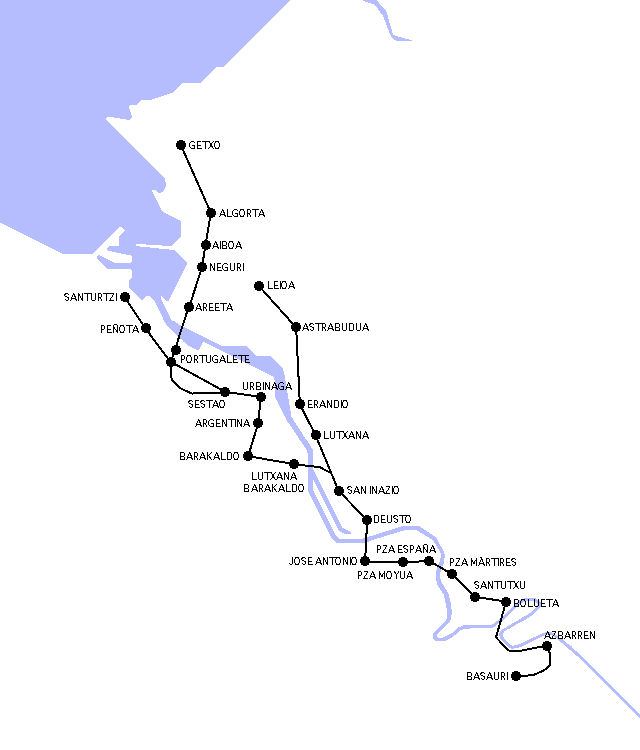
Alternativa 3 de la "Red Básica" para 1985.

La intención de construir un metro en Bilbao viene de bastante tiempo atrás:
- En la década de 1920, el Ayuntamiento de Bilbao preparó un proyecto para poner en marcha un servicio de metro entre los barrios de Abando, San Francisco, Zabálburu y Casco Viejo. Poco después, con la guerra civil española y la escasez de dinero, el proyecto quedó definitivamente aparcado.[1]

- Ya en 1970 se presentó un proyecto para comunicar los barrios altos de Bilbao con el centro (similar trazado al de la Línea 3),[2] pero no salió adelante ya que las alternativas posteriores plantearon más bien crear un ferrocarril metropolitano para todo el Gran Bilbao.

- En 1971 la Diputación Foral de Vizcaya, el Ayuntamiento de Bilbao y la Cámara de Comercio crearon una comisión para dar respuesta a las necesidades de transporte del Gran Bilbao. Tres años más tarde el Gobierno español se comprometió a su construcción,[3] y en 1975 se creó el Consorcio de Transportes de Vizcaya (CTB).[4] pero se entró en una fase de parálisis ya que no había acuerdo sobre quién debería hacerse cargo de posibles incrementos del presupuesto de la obra y del déficit de explotación.[5]

En 1977 se redactó el "Plan de construcción del Ferrocarril Metropolitano de Bilbao", que planteaba la construcción de varias líneas de metro en el Gran Bilbao con dos fases, cuyos horizontes de finalización serían 1985 para la primera y el año 2000 para la segunda. Esta "Red Básica", contemplada para 1985, presentaba tres alternativas (el proyecto definitivo se basó en la primera con pequeñas modificaciones):
Alternativa 1: dos líneas a lo largo de ambas márgenes de la ría que, partiendo respectivamente de las estaciones de Guecho para la Margen Derecha y Santurce para la Margen Izquierda, se unirían para converger en un tramo único en la estación de San Inazio y discurrir de esta forma hasta Basauri. El trazado planteado en esta alternativa, con una fisonomía muy similar a la de la red de metro actual, contaría con 30 km de recorrido. El tramo comprendido entre las estaciones de Basauri y Santurtzi sería totalmente subterráneo, mientras que el que conecta la estación de San Inazio con la de Getxo sería en superficie.
Alternativa 2: el trazado planteado era idéntico al anterior, con la salvedad de que el tramo que discurre entre Guecho y San Ignazio sería completamente subterráneo (la red no contaría con recorrido en superficie en ninguno de sus tramos).
Alternativa 3: en este caso se presenta una propuesta mucho más ambiciosa que las anteriores, en la que, partiendo de un tronco común que discurre entre las estaciones de Basauri y San Inazio, desarrollaría tres líneas a partir de esta segunda estación. La primera línea desarrollaría un trazado a lo largo de la Margen Derecha, en el que, partiendo del nudo de interconexión que supone la estación de San Inazio, se dirigíría hasta la estación de Astrabudua para dar servicio al Hospital de Lejona (el hospital de Lejona situado al sur del Ciudad Universitaria de Leioa-Erandio se había comenzado a construir y estaba destinado a ser un gran hospital para toda la Margen Derecha, pero por diferentes motivos se paralizaron sus obras y estuvo abandonado durante años, hasta que fue demolido por completo en 2006). La segunda línea discurriría entre la estación de San Inazio y la de Santurtzi, atravesando los municipios de Baracaldo, Sestao y Portugalete. Por último, la tercera línea partiría de la estación de Sestao (donde conectaría con la línea anterior) para dirigirse a la margen opuesta de la ría a través de una estación colindante a la de Portugalete y llegar hasta la denominada estación de Getxo en el barrio de Santa María de Guecho. Toda la red propuesta sería subterránea y tendría un trazado de 32 km de longitud.
Curiosamente, en ninguna de esas alternativas se incluyó una estación en el barrio de Cruces de Baracaldo, que es una de las más utilizadas desde su inauguración en el año 2002.
La "Red Básica" propuesta para 1985 vendría a completarse para el año 2000 con una de las siguientes tres alternativas (el proyecto definitivo se basó en la primera, aprovechando las vías del ferrocarril Bilbao-Plencia; por ello no hubo que esperar al año 2000):
Alternativa 1: se prolongaría el trazado en superficie por la Margen Derecha desde la estación de Getxo hasta la estación de Plentzia, de forma que el trazado completo alcanzaría los 40 km de longitud.
Alternativa 2: sería idéntica a lo propuesto en la alternativa anterior, sólo que el trazado se construiría de forma subterránea. También mediría 40 km.
Alternativa 3: esta propuesta recogía la idea de la primera alternativa, alargando el trazado en superficie desde la estación de Getxo hasta la de Plentzia y, además, planteaba la construcción de un ramal subterráneo que conectaría las estaciones de Leioa y Neguri. La longitud total de la red ascendería a 44 km.

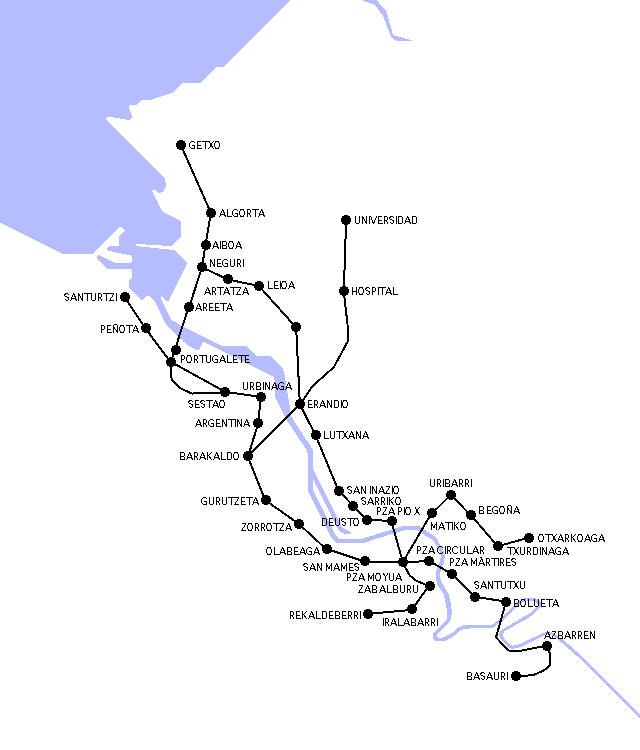
"Red Básica" propuesta por el Consorcio de Transportes de Vizcaya (la más ambiciosa de todas las propuestas).

- Además de las dos propuestas de "Red Básica para 1985 y 2000", cada una con tres alternativas, el Consorcio de Transportes de Vizcaya presentó en 1976 una "tercera propuesta de Red Básica" (sin doble horizonte) consistente en un plan de red de metro absolutamente ambicioso. Partiendo de la alternativa 2 para 1985, el CTB desarrolló una serie de tramos más. Las novedades residían en que el tramo que conectaría Astrabudua con Neguri pasaría por el centro de Lejona, para conectar este municipio con el barrio periférico de Artaza. La línea de la Margen Izquierda, en vez de unirse a un tronco común en San Inazio, se prolongaría como línea independiente por la estación de Gurutzeta/Cruces, situada junto al Hospital de Cruces, para, a través de Zorroza y Olabeaga, confluir con la línea de la Margen Derecha en Moyua, y desde allí finalmente prolongarse hasta la estación de Otxarkoaga pasando por Matico, Uríbarri, Begoña y Churdinaga, en un tramo bastante similar al propuesto para la primera fase de la futura Línea 3: Matiko - San Antonio. También desde Moyua surgiría otra línea que se dirigiría a Recaldeberri pasando por Zabálburu e Iralabarri, similar trazado al del actual proyecto anunciado de Línea 4. Además, desde Baracaldo surgía otra línea directa hacia la Ciudad Universitaria de Leioa-Erandio, atravesando Erandio, con paradas exclusivas para dicho complejo universitario y el hospital que no se construyó, similar al trazado del Tranvía UPV - Lejona - Urbinaga en proyecto y con posible conexión hacia Baracaldo a través del Tranvía de Baracaldo, también en proyecto.

- En esa misma época se presentó una propuesta de "Red Básica del Estudio Complementario" que, de manera bastante más simple, planteaba una propuesta de red que se reduciría a una única línea de Metro que cubriría el trayecto entre las estaciones de Basauri y Lutxana, a través de la Margen Derecha, para cruzar desde ahí a la Margen Izquierda, llegando desde la estación de Barakaldo hasta Portugalete, desde donde volvería a cruzar la ría para terminar en la estación de Areeta.

Definitivamente, en 1977 se aprobó el proyecto para construir la red del Ferrocarril Metropolitano de Bilbao. Desafortunadamente, se plantearon muchas alegaciones contra aquel plan y los desencuentros entre las diferentes administraciones acabaron bloqueando el proyecto. En 1983 la Consejería de Política Territorial y Transportes del Gobierno Vasco aprobó el plan de transporte de la Margen Derecha de la ría del Nervión, pero a finales de ese año se aplazó el informe. En 1985 se cambió el "Plan de Inicio de la Construcción" y se redactó un nuevo documento, y en 1987 el Gobierno Vasco aprobó finalmente el plan para construir y financiar el Metro de Bilbao.
El recorrido aprobado del metro tendría dos líneas, una común para ambas a su paso por Basauri, Echévarri y Bilbao donde se disgregarían a su paso San Ignazio. Entre San Ignazio y Plencia (Línea 1) basándose en la Alternativa 1 de la "Red Básica" para 2000 añadiendo alguna estación más, sería parecido al de la preexistente línea de Euskotren Tranbia Bilbao-Plentzia, ya que hay modificaciones, como los tramos soterrados, la doble vía prolongada desde Larrabasterra a Urdúliz, o la estación de Lamiako que está desplazada unos metros más a la derecha que su primitiva. En cuánto a la Margen Izquierda (Línea 2), entre San Ignazio y Santurce iría completamente soterrado, excepto en un viaducto para salvar el río Galindo (donde se ubica la estación de Urbinaga); este tramo se basó en la Alternativa 1 de la "Red Básica" para 1985 en la que se sustituyó la estación de Lutxana Barakaldo por la de Gurutzeta/Cruces y Ansio y se añadió una estación más en Portugalete: Abatxolo; posteriormente, en esa misma línea, se añadió otra estación en Santurce: Kabiezes, aprovechando el trazado que se tendría que hacer para dar acceso a las nuevas cocheras que se ubicarían cerca del barrio santurzano de Cabieces, además de permitir la posible futura ampliación de la línea de metro hacia Ortuella.

## Inicio oficial de las obras
Las obras comenzaron oficialmente en 1988 con el soterramiento del mencionado ferrocarril de Bilbao a Plencia, a su paso por la localidad de Erandio. Se convocó un concurso internacional para el diseño arquitectónico del futuro Metro, que ganó el arquitecto británico sir Norman Foster (Foster and Partners).
Un año más tarde se inauguraron las cocheras de Sopelana, que al principio fueron utilizadas para el mantrenimiento de las UT 200 Euskotren, y empezaron las obras del Metro en el centro de Bilbao, concretamente en la plaza Moyúa, que permaneció cerrada hasta 1995. Más tarde se continuó por los barrios de San Ignazio y Deusto, donde las obras provocaron bastantes molestias a los vecinos, y daños de pequeña consideración en algunos edificios cercanos.

## Inauguración y expansión de la red
La Red de Metro de Bilbao fue inaugurada el 11 de noviembre de 1995 a las 11.11.11 por el Lehendakari José Antonio Ardanza con la siguiente frase:

"Emoteko prest dago dana? Bai? Aurrera ba!"

Traducción: 

(¿Está todo listo para darle [al botón]? ¿Sí? ¡Pues adelante!)

 También se hallaban presentes el alcalde de Bilbao, Josu Ortuondo, el director gerente de la infraestructura Josu Sagastagoitia, así como otras personalidades de la Diputación Foral de Vizcaya, del Ayuntamiento de Bilbao y del Gobierno Vasco, en un estreno que resultó caótico con multitud de fallos y retrasos.
Las obras de ampliación de la red de Metro comenzaron en este punto con la intención de añadir una segunda línea a la existente.

### Expansión de la red
Año tras año la red se fue ampliando y mejorando, siendo esta la cronología  dividida por tramos:

#### Tronco común

##### Actuaciones ya realizadas
A finales de 1996 la estación de Casco Viejo se convirtió en el primer intercambiador entre dos medios de transporte diferentes (Metro Bilbao y EuskoTren).
En 1997 entraron en servicio las estaciones de Santutxu, Basarrate y Bolueta. 
En el año 1999 se inició la construcción del Intercambiador de San Mamés, donde hoy en día confluyen Metro Bilbao, Renfe Cercanías, Euskotren Tranbia y la estación de autobuses Intermodal.

#### Línea 1

##### Actuaciones ya realizadas
El 24 de junio de 1996 se abrió al público la estación de Gobela con estructura de apeadero.
El 15 de junio de 2020 fueron inaugurados tanto la estación de Ibarbengoa como su aparcamiento disuasorio.

#### Línea 2

##### Actuaciones ya realizadas
El 21 de marzo de 1997 empezaron los trabajos para la construcción de la Línea 2.
En 2001, el 27 de junio, comenzaron los trabajos de ampliación hacia Sestao. 
El 13 de abril del año siguiente se inauguró la Línea 2, entrando en servicio el tramo compuesto por las estaciones de San Inazio, Gurutzeta/Cruces, Ansio, Barakaldo, Bagatza y Urbinaga; esta última estación con un revolucionario diseño adaptado a una difícil orografía: al aire libre, en altura sobre las vías de Cercanías Renfe, en curva y en cuesta. 
El 6 de marzo de 2003 empezaron los trabajos para la ampliación del Metro hasta Portugalete.
El 8 de enero de 2005 entraron en servicio las estaciones de Sestao en la Línea 2 y Etxebarri en las Líneas 1 y 2, así como las cocheras de Ariz en Basauri.
El 20 de enero de 2007 se inauguraron las estaciones de Abatxolo y Portugalete en la Línea 2.
El 4 de julio de 2009 la Línea 2 se prolongó con dos nuevas estaciones, Peñota y Santurtzi finalizando así el proyecto original de la L-2 para 1985.
El 3 de septiembre de 2010 entró en funcionamiento la Lanzadera a Mamariga, que conecta la Línea 2 en la estación de Santurtzi con el barrio de Mamariga (actuación no prevista en el planteamiento inicial) mediante un par de lanzaderas subterráneas no previstas en el planteamiento inicial.
El 28 de febrero de 2011 la Línea 2 se amplió en el extremo este con la apertura de la estación de Ariz.
El 11 de noviembre de 2011, coincidiendo con el 16 aniversario de la apertura de la red de Metro de Bilbao, se inauguró la estación de Basauri, en el extremo este de la línea. Finalizándose ahí el tramo denominado como "Tronco Común". No obstante, ya se ha planteado la posibilidad de que en un futuro el "Tronco Común" se disgregue antes de entrar en Basauri y una de las dos líneas se separe yendo hacia Galdácano, (por el recorrido de la denominada ) mientras la otra se adentre en Basauri. De hecho, tras la llegada del metro a esa estación hasta ahí solo llegan los trenes de la Línea 2, mientras que los de la Línea 1 se quedan en la estación de Etxebarri.
El 28 de junio de 2014 se inaugura la prolongación de la línea 2 desde la estación de Santurtzi hasta la estación de Kabiezes. Siendo Kabiezes la estación término de la Línea 2, que en un principio no estuvo proyectada.

##### Futuro

Esquema de la red futura del Metro de Bilbao al completo. El trazado de la Línea 4 es preliminar.

Desde el ayuntamiento de Basauri junto a asociaciones vecinales se ha pedido la construcción de otra estación en su localidad, concretamente en el barrio de Sarratu, que sirva como nudo con varios medios de transporte. A finales del 2009 la administración comunicó que estudiaría la creación de esa estación en Basauri, confirmando que serviría como intermodal con las redes de Euskotren (cercanías y regionales), Feve (que solo tiene servicios de mercancías) y Metro Bilbao  e incluso , pero sin parada en la . Ese mismo objetivo lo buscan con una modificación de la estación de Basauri para conectarla con la estación de Bidebieta-Basauri de Renfe Cercanías Bilbao.
No está previsto ampliar la línea más allá de la estación de Kabiezes, a pesar de las peticiones de los ayuntamientos de la Zona Minera, especialmente de Ortuella, donde estarán las cocheras de esta línea.

### Nuevas líneas
Debido al éxito de las dos líneas anteriores se plantearon diversos planes para ampliar la red a grandes barrios y localidades del Gran Bilbao que habían quedado aislados del proyecto inicial.

#### Línea 3
El 21 de febrero de 2007, el Gobierno Vasco anunció el proyecto para la creación de la Línea , que en un futuro se extenderá al Aeropuerto de Bilbao, con un trazado proyectado a través de un túnel excavado en el monte Archanda.   Las obras de la línea comenzaron en julio de 2008.

#### Línea 4 yLínea 5
El 25 de enero de 2008 se presentaron los trazados preliminares de las Líneas  y .

## Material móvil antiguo (línea Bilbao-Plencia)
La línea Bilbao-Plencia fue gestionada desde el 15 de diciembre de 1978 por el Consejo General Vasco. El 1 de febrero de 1986 se estrenaron las unidades de tren Serie 200 (UT 200) de Euskotren con un trayecto desde Algorta a Bilbao en el que iba el Lehendakari José Antonio Ardanza. Estos trenes fueron inicialmente concebidos para realizar futuros servicios como Metro. Sin embargo, su diseño, ya obsoleto para 1995, desentonaba con las modernas estaciones proyectadas y en construcción, además, respecto a los motivos técnicos, su aceleración y frenada no convenció a los directivos de Metro Bilbao y sin reforma alguna no serían capaces de ascender alguno de los tramos con más pendiente. Así pues, se decidió adquirir nuevas unidades a CAF y las UT 200 se transfirieron Euskotren Trena. Realizaron servicios Bilbao-San Sebastián y ocasionalmente, Bilbao-Bermeo, que finalmente fueron sustituidas por las nuevas Serie 900 de Euskotren. 
Anteriormente (hasta 1978) la línea estuvo gestionada por Ferrocarriles y Transportes Suburbanos (FTS). Varias unidades de estos trenes, los Automotores Naval fabricados en 1953 en Sestao, se fueron desguazando paulatinamente entre 1987 y 1990 con la llegada de las UT 200; pero otras tantas unidades pasaron a manos de ET/FV. Hacían el trayecto del Txorierri en unidad de tren MTU/RTU. Incluso alguna de ellas podía ser vista alguna vez a la altura de la estación de Lutxana o Plentzia. Finalmente se salvaron dos: una de ellas está en el Museo vasco del Ferrocarril de Azpeitia pendiente de restauración, y otra en cocheras del Metro en Sopelana, cocheras que estrenó EuskoTren. Este coche salvado, el MTU/RTU-10 (coche motor y coche remolcado con cabina de conducción) renombrado por metro a MSB/RSB-1, se reformó como tren de socorro hasta que fue desguazado en el 2011; teniendo el mismo final que el otro coche más antiguo que también se reformó como tren de socorro del metro que se utilizó en la línea Bilbao-Santander desde finales de los años 30.